# هیجین
هیجین (به انگلیسی: Heejin)با نام اصلی جئون هی-جین (به انگلیسی: Jeon Hee-jin) (زاده ۱۹ اکتبر ۲۰۰۰) خواننده اهل کره جنوبی است. او عضو گروه لونا است.